# Bupleurum flavum
Bupleurum flavum är en flockblommig växtart som beskrevs av Peter Forsskål. Bupleurum flavum ingår i släktet harörter, och familjen flockblommiga växter. Inga underarter finns listade i Catalogue of Life.